# The Vageenas
 (septembre 2019).
Si vous disposez d'ouvrages ou d'articles de référence ou si vous connaissez des sites web de qualité traitant du thème abordé ici, merci de compléter l'article en donnant les références utiles à sa vérifiabilité et en les liant à la section « Notes et références ».
The Vageenas est un groupe de punk rock allemand, originaire de la Basse-Rhénanie.

## Histoire
La fondation du groupe en 1994 remonte à une rencontre lors d'un concert de la chanteuse Babette G. et du guitariste Jens. Les autres membres fondateurs sont le bassiste Jochen et le batteur Sepp. Après six semaines et seulement quelques répétitions, sort le premier single Punkrocksingle of the Month. Le son est rugueux et les pochettes faites à la main. En 2003, après plusieurs EP, des disques live et un Picture-10", le premier album officiel du studio When Music Hurts… paraît chez Plastic Bomb Records. En mars 2006, suit le deuxième album studio Teenage Music. En 2006, il y a de nombreux remaniements.

## Discographie
- 1994 : Punk-Rock Single Of The Month (EP, autoproduction)
- 1995 : I Wanna Destroy (EP, Plastic Bomb Records)
- 1996 : Live in Hell (Livealbum, Teenage Rebel Records)
- 1996 : Here Are The Vageenas / Earworms (Split-Album avec Slide and The Question Marks, Incognito Records)
- 1997 : Best Of Punk Rockers From Hell (EP Compilation, autoproduction)
- 1998 : We Are The Vageenas (EP, Plastic Bomb Records)
- 1999 : Absolutely Live & Sick (Livealbum, Bondage Records)
- 2003 : When Music Hurts… (Plastic Bomb Records)
- 2003 : Obnoxious (EP, autoproduction)
- 2006 : Teenage Music (Plastic Bomb Records)

## Source de la traduction
- (de) Cet article est partiellement ou en totalité issu de l’article de Wikipédia en allemand intitulé « The Vageenas » (voir la liste des auteurs).